# Сплитска телевизија
Слитска телевизија је хрватска телевизија, која емитује из Сплита, путем мрежу MAXtv и B.net, у Сплиту, Загребу, Задру, Ријеци и Осијеку.
Програм је покренут 1999. године. Телевизија емитује 24 сата дневно и углавном се емитују теленовеле, филмови, емисије и вести, наравно највише о Сплиту.